# Гіннастіка (футбольний клуб)
«Гіннастіка» (Турин) (італ. Società Ginnastica di Torino) — італійський футбольний клуб, що існував у складі однойменного спортивного товариства у 1897—1906 роках.

## Історія
Секція Королівської гімнастичної спілки була заснована 17 березня 1844 року в Турині, що був у той час столицею Сардинського королівства, за ініціативи швейцарського гімнаста Родольфо Обермана (1812—1869) та на запрошення короля Карла Альберта.
Футбольна секція «Гіннастики» розпочала свою діяльність у 1897 році і зіграла у першому чемпіонаті Італії 1898 року. Перший матч у чемпіонаті клуб зіграв 8 травня 1898 року і програв півфінал з рахунком 1:2 «Дженоа».
У наступному сезоні клуб отримав домашній стадіон «Кампо П'яцца д'Армо» (італ. Campo Piazza d'Armi) в районі Санта-Ріта в Турині. В чемпіонаті Італії після перемоги над «Торінезе» (2:0) у першому раунді, через сім днів він програв туринському «Інтернаціонале» (0:2). Згодом після трьох послідовних невдалих сезонів, в яких вони стабільно вилітали в першому раунді (в тому числі найбільша поразка 0:5 в матчі проти «Ювентуса» в 1901 році), футбольна секція припинила існування після невдалого турніру 1902 року.